# Horváth József (labdarúgó, 1949)
Horváth József, Joe Horvath (Budapest, 1949. május 21. –) labdarúgó, középpályás, beállós. 1974-ben az év labdarúgója Magyarországon. 1975-ben elhagyta az országot, 1978-ban az Amerikai Egyesült Államokban telepedett le.

## Pályafutása

### Klubcsapatokban

#### Újpesti Dózsa
1968-ban került az Újpesti Dózsához a Bp. Spartacus csapatától. Az első idényben második lett a csapattal a bajnokságban és a Vásárvárosok kupájának 1968–69-es döntőjéig jutó csapatnak is tagja volt. Ezt követően sorozatban hétszer nyert bajnokságot az Újpesttel és 1970-es évek elejére állandó csapattaggá kezdett válni, mint beállós vagy középpályás.
Pályája kezdett felfelé ívelni és 1973-ban a válogatottban is bemutatkozott. Az 1973–74-es Bajnokcsapatok Európa-kupája idényben az elődöntős csapat egyik meghatározó játékosa volt. A végső győztes Bayern Münchennel szemben maradtak alul. Ebben az évben az év labdarúgójának választották Magyarországon.
Az Újpesttel háromszor lett Magyar Népköztársasági Kupa-győztes. Az 1975-ös döntőn a szombathelyi Haladás már 2–0-ra vezetett a Népstadionban, de Horváth József három fejesgóljával fordított a Dózsa és megszerezte a kupát.
1975 nyarán rendezte meg először az MLSZ a Bajnokok Tornáját, amelyen a korábbi bajnokcsapatok indulhattak. A döntőt a Honvéd nyerte az Újpesttel ellen. A mérkőzésen Horváth súlyos sérülést okozott Kozma Mihálynak. A sajtó erőteljesen kikezdte és saját bevallása szerint is ez volt az egyik oka, hogy elhagyta az országot.

#### Rot-Weiss Essen
Külföldre távozása után először az NSZK-ban sikerült folytatnia pályafutását. Az 1977–78-as idényben a másodosztályú Rot-Weiss Essenben szerepelt középpályásként, összesen 14 mérkőzésen és a második helyen végeztek a bajnokságban.

#### Az Egyesült Államokban
1978-ban az Egyesült Államokban telepedett le és négy idényen át játszott az Észak-amerikai labdarúgóligában (NASL) Joe Horvath néven. Első klubja a Rochester Lancers volt, ahol 29 mérkőzésen szerepelt, 6 gólt szerzett és 11 gólpassza volt. A Rochester a Keleti csoportban a negyedik helyen végzett, így nem jutott be a rájátszásba.
Az 1979-es és 1980-as idényben a Washington Diplomats csapatának volt a tagja. Az első idényben 26 mérkőzésen szerepelt, 7 gólt szerzett és 18 gólpassza volt. A csapat a keleti csoport második helyén végzett és továbbjutott, de a rájátszás első körében a Los Angeles Aztecs-szel szemben alul maradt és kiesett. Ennek ellenére ez volt Horváth legsikeresebb idénye a négy közül. A következő idényben csapattársa lett Johan Cruyff. Ebben az idényben már kevesebbszer jutott játék lehetőséghez, csak 13 mérkőzésen szerepelt, 5 gólt szerzett és 6 gólpassza volt. A csapat ugyanúgy a rájátszás első körében esett ki a Los Angeles Aztecs ellen.
Az 1981-es idényben a nyugati csoportban szereplő San Jose Earthquakes csapatához szerződött, ahol csapattársa lett George Best. Itt ismét állandó kezdőembernek számított és összesen 27 mérkőzésen szerepelt 3 gólt szerzett 9 gólpassza volt. A csapat csoportja negyedik helyén végzett és nem jutott be a rájátszásba.

### A válogatottban
A magyar válogatottban 1973 és 1975 között 11 alkalommal szerepelt és 1 gólt szerzett.

## Sikerei, díjai
- Magyar bajnokság
  - bajnok: 1969, 1970-tavasz, 1970–71, 1971–72, 1972–73, 1973–74, 1974–75
  - 2.: 1968
  - 3.: 1975-76 (csak ősszel szerepelt a csapatban)
- Magyar kupa (MNK)
  - győztes: 1969, 1970, 1975
- Bajnokcsapatok Európa-kupája (BEK)
  - elődöntős: 1973–74
  - negyeddöntős: 1971–72, 1972–73
- Vásárvárosok kupája (VVK)
  - döntős: 1968–69
- Az év labdarúgója: 1974

## Statisztika

### Mérkőzései a válogatottban
| Magyarország | Magyarország         | Magyarország                  | Magyarország  | Magyarország | Magyarország | Magyarország       | Magyarország | Magyarország |
| #            | Dátum                | Helyszín                      | Hazai         | Eredmény     | Vendég       | Kiírás             | Gólok        | Esemény      |
| ------------ | -------------------- | ----------------------------- | ------------- | ------------ | ------------ | ------------------ | ------------ | ------------ |
| 1.           | 1973. szeptember 26. | Belgrád, JNA stadion          | Jugoszlávia   | 1 – 1        | Magyarország | barátságos         | -            |              |
| 2.           | 1973. október 13.    | Koppenhága                    | Dánia         | 2 – 2        | Magyarország | barátságos         | -            |              |
| 3.           | 1974. április 17.    | Dortmund, Westfallenstadion   | NSZK          | 5 – 0        | Magyarország | barátságos         | -            |              |
| 4.           | 1974. szeptember 28. | Bécs, Práter stadion          | Ausztria      | 1 – 0        | Magyarország | barátságos         | -            |              |
| 5.           | 1974. október 13.    | Luxembourg, Municipal Stadion | Luxemburg     | 2 – 4        | Magyarország | Eb-selejtező       | 1            | 18'          |
| 6.           | 1974. december 4.    | Szolnok, Tiszaligeti stadion  | Magyarország  | 1 – 0        | Svájc        | barátságos         | -            |              |
| 7.           | 1975. március 26.    | Párizs, Parc des Princes      | Franciaország | 2 – 0        | Magyarország | barátságos         | -            |              |
| 8.           | 1975. április 2.     | Bécs, Práter stadion          | Ausztria      | 0 – 0        | Magyarország | Eb-selejtező       | -            |              |
| 9.           | 1975. április 16.    | Budapest, Népstadion          | Magyarország  | 1 – 2        | Wales        | Eb-selejtező       | -            | 46'          |
| 10.          | 1975. június 7.      | Szófia, Levszki stadion       | Bulgária      | 4 – 0        | Magyarország | olimpiai selejtező | -            |              |
| 11.          | 1975. augusztus 10.  | Teherán                       | Irán          | 1 – 2        | Magyarország | barátságos         | -            |              |
|              | Összesen             |                               |               | 11           | mérkőzés     |                    | 1            | gól          |